# Пондоливадо
Пондоливадо (грч. Ποντολίβαδο) је насељено место у општини Места у периферији Источна Македонија и Тракија, Грчка. Према попису из 2021. године било је 250 становника.
Насеље је подигнуто после Грчког грађанског рата и населили су га мештани суседног села Горњи Пондоливадо. Први пут се помиње на попису из 1961. са 126 становника.